# Eftersøgningen
Eftersøgningen er en eksperimentalfilm fra 1971 instrueret af Jørgen Leth, Ann Bierlich, Ursula Reuter Christiansen, John Davidsen, Peter Engberg, Ole John, Vagn Lundbye, Niels Schwalbe og Peter Thorsboe efter manuskript af Jørgen Leth og Ole John.

## Handling
Kollektivfilm. Den ultimative happening-film, skabt af en gruppe af ABCinemas medlemmer under en teltlejr på Randbøl Hede i sommeren 1969. Et af kollektivets medlemmer, Henning Christiansen, beskriver filmen således: At elske et træ - At smadre et træ - At brænde et træ - Træet som antenne - Træet som rambuk - Havet stukket i brand af en molotovcocktail - Jordbær tværet på et blødende bryst - Vinden og violinen - Syngende mennesker på heden - Mumie på heden - En nøgen kvinde foran kapellets krucifix - Menneskemængde - Cessnaflyets brølen - Skibets tuden - Biler raser forbi - Kirkeklokker og orgelklang. Hun klæder sig af og går ind i filmen. Forsvinder sporløst i den religiøst-poetiske sfære, som tungt holdes i ave af normaliteten i os. Passionsspillet søger med vore reelle muligheder at berøre de områder i os, der grænser til det desperate, den dybe ro, den rituelle fetichisme. Trangen til at give det, der er omkring os dybere mening ...